# Martin Kavdanski
Martin Nikolaev Kavdanski (in bulgaro Мартин Николаев Кавдански?; Dupnica, 13 febbraio 1987) è un calciatore bulgaro, difensore del Marek Dupnica.

## Carriera

### Club
Ha giocato nella prima divisione bulgara, in quella macedone ed in quella albanese.

### Nazionale
Ha giocato nelle nazionali giovanili bulgare Under-19 ed Under-21.